# Mariano Roque Alonso
Mariano Roque Alonso is een stad en gemeente (in Paraguay un distrito genoemd) in het departement Central.
Mariano Roque Alonso telt 102.000 inwoners.

## Geboren
- Derlis González (20 maart 1994), voetballer

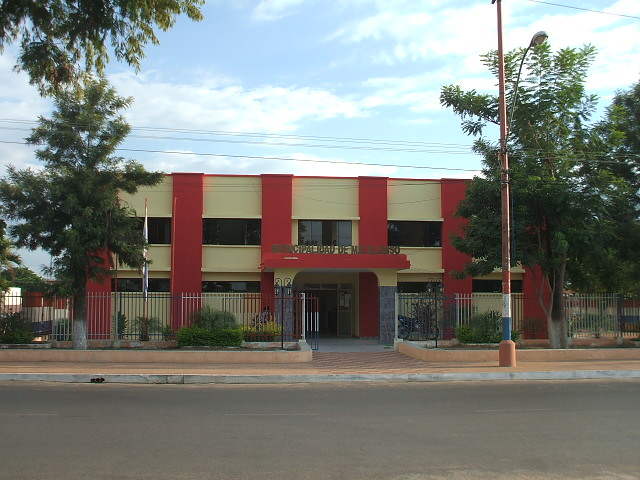
Gemeentehuis
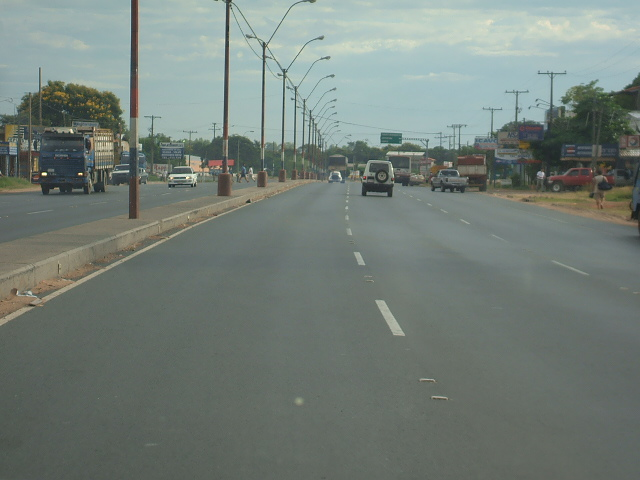
Ruta Transchaco
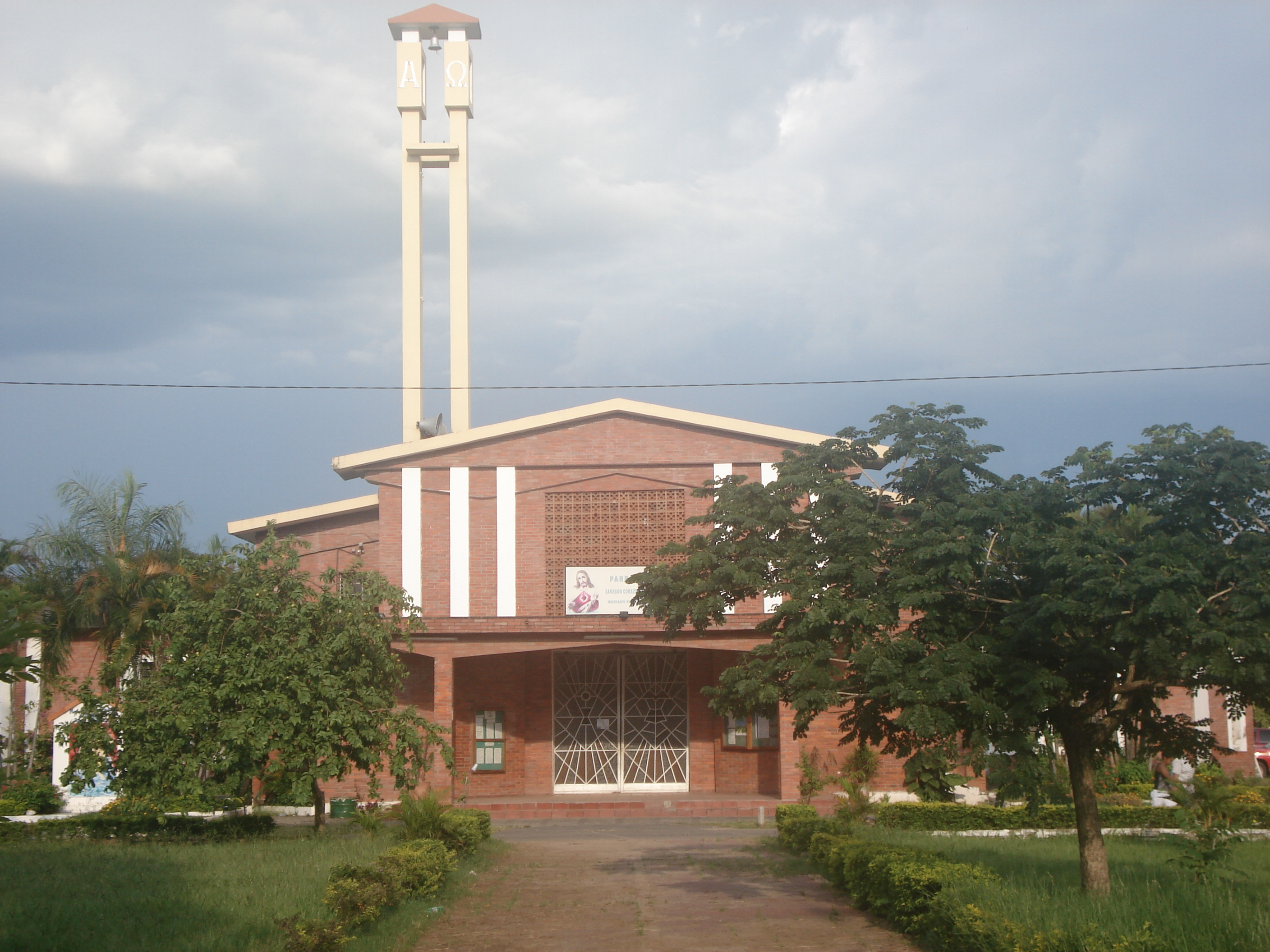
Kerk van Mariano Roque Alonso